# Аркхёрст, Грегори
Грегори Аркхёрст (англ. Gregory Arkhurst; род. 6 мая 1976, Абиджан) — ивуарийский пловец. Участник летних Олимпийских игр 2000 и 2004 годов.

## Биография
Грегори Аркхёрст родился 6 мая 1976 года в ивуарийском городе Абиджан.
В 2000 году вошёл в состав сборной Кот-д’Ивуара на летних Олимпийских играх в Сиднее. На дистанции 100 метров вольным стилем занял 63-е место, показав результат 53,55 секунды и уступив 3,72 секунды худшему из попавших в финал Дуже Драганье из Хорватии.
В 2004 году вошёл в состав сборной Кот-д’Ивуара на летних Олимпийских играх в Афинах. На дистанции 50 метров вольным стилем поделил 58-59-е места, показав результат 24,82 секунды и уступив 2,29 секунды худшему из попавших в финал Линдону Фернсу из ЮАР.
Трижды участвовал в чемпионатах мира. В 2001 году в Фукуоке на дистанции 50 метров вольным стилем занял 52-е место (24,40). В 2003 году в Барселоне на дистанции 50 метров вольным стилем занял 76-е место (24,46), на дистанции 100 метров вольным стилем — 87-е (54,01), на дистанции 50 метров баттерфляем — 70-е (26,61). В 2005 году в Монреале на 50-метровке вольным стилем стал 61-м (24,49), на 100-метровке вольным стилем — 78-м (53,99), на 50-метровке баттерфляем — 66-е (26,43).